# Heber City
Heber City är administrativ huvudort i Wasatch County i Utah, med 11 632 invånare vid 2010 års folkräkning.

## Historia
Heber City grundades i slutet av 1850-talet av mormonska bosättare av brittiskt ursprung. När Wasatch County bildades år 1862 utsågs Heber City till dess huvudort. Orten har fått sitt namn efter mormonledaren Heber C. Kimball, en av de ursprungliga apostlarna inom Jesu Kristi kyrka av Sista dagars heliga.
Staden dominerades under lång tid av boskapsuppfödning och livsmedelsproduktion som huvudsakliga näringar. I modern tid har staden med omgivningar blivit en sovstad som del av Salt Lake Citys storstadsregion, och under 2000-talet har befolkningen och nybyggnationer i området ökat kraftigt.

## Transport
U.S. Route 40 och Route 189 möts i staden. Staden har även en mindre flygplats. Närmaste flygplats med reguljärt trafikflyg finns i Salt Lake City. Järnvägen genom staden drivs idag som museijärnväg med historiska veterantåg, Heber Valley Railroad.